# Monte de la Picaraña

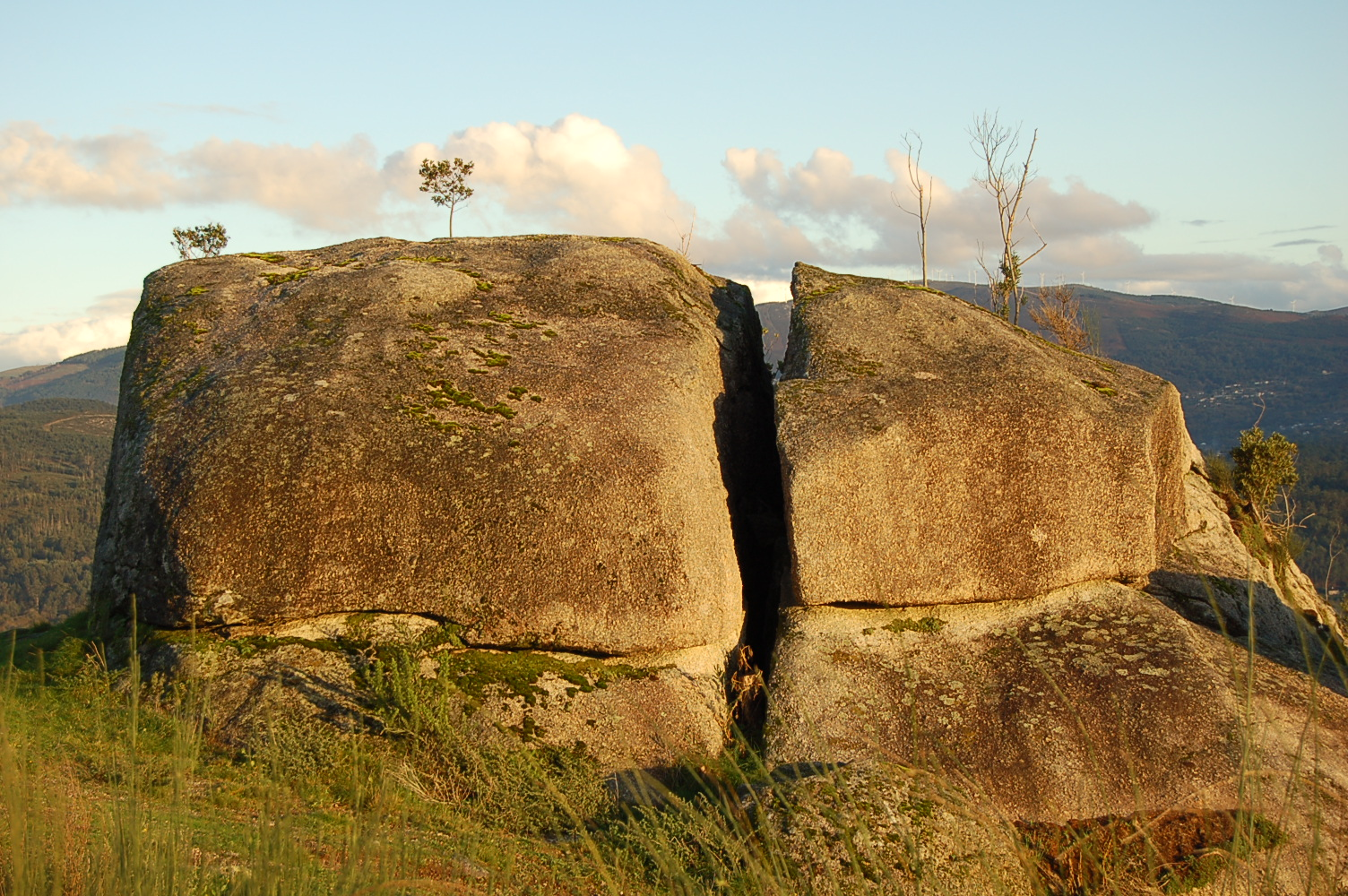
Una de las enormes peñas del monte.

El Monte de la Picaraña (en gallego Monte de A Picaraña) es una montaña ubicada entre los ayuntamientos de Puenteareas y Mondariz, en la comarca del Condado, de 387 m de altitud. Posee dos cumbres, una de ellas coronada con una cruz monumental. La Picaraña es conocida por las grandes rocas de granito en sus picos. Cuenta con un área de ocio con parrillas, albergue, capilla, viacrucis y los restos de un antiguo castillo.

## Patrimonio natural

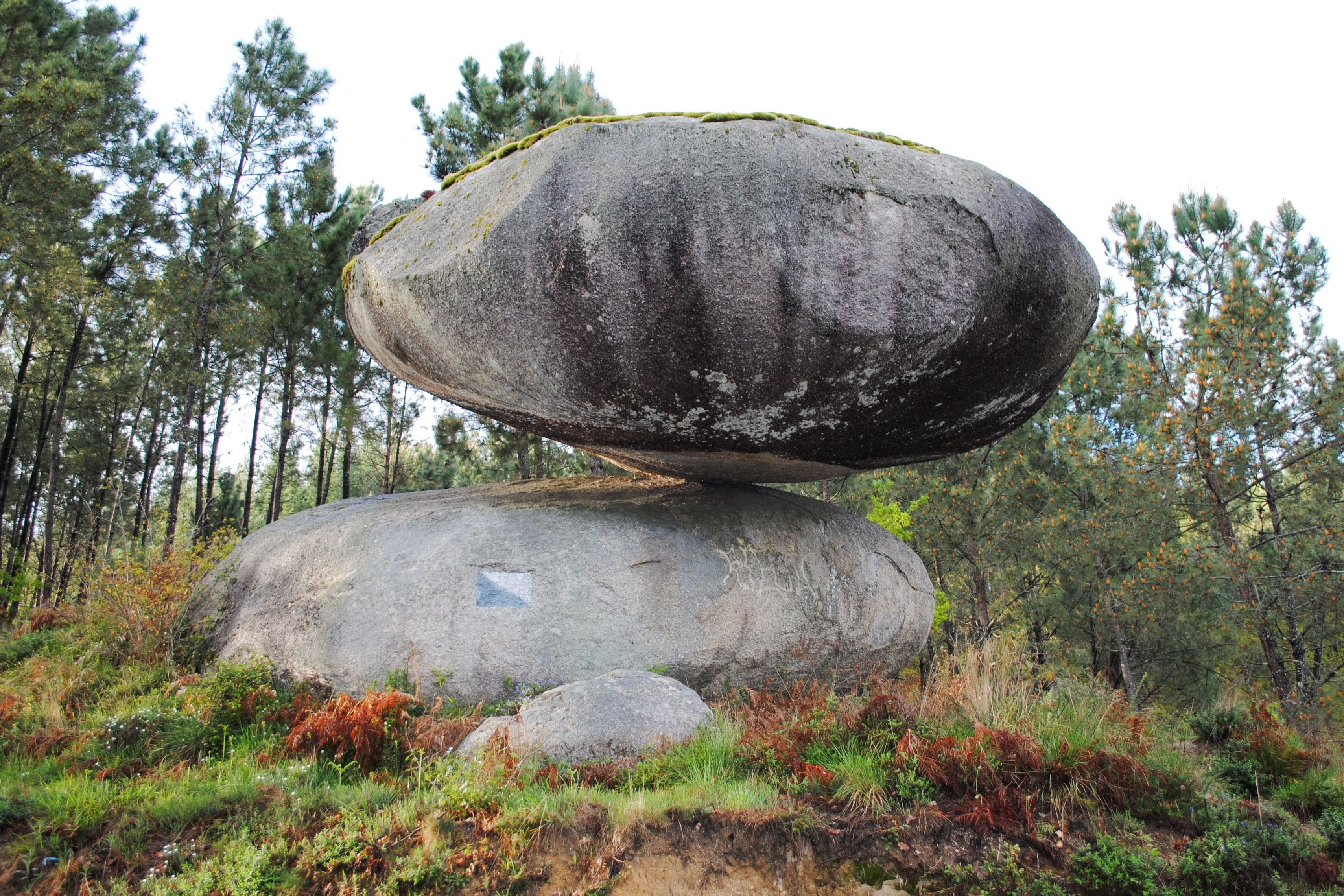
Peña del Equilibrio.

El monte cuenta con una gran riqueza botánica pese a ser víctima de numerosos incendios en la época estival (Buscar referencia sobre los incendios en Picaraña). Con un pasado vegetal formado principalmente por matorral, hoy en día, además de la existencia de especies exóticas como eucaliptos o pino, aún se pueden encontrar ejemplares de roble o alcornoques, así como otras especies del bosque atlántico.
Aunque si por algo es conocido este monte, es por sus singulares formaciones geológicas. Este monte cuenta en su cima con numerosas peñas de gran tamaño, muchas de ellas vinculadas a antiguas leyendas locales, entre los que destacan la Pena do Equilibrio (en castellano, Peña del Equilibrio) y la Pena dos Namorados (en castellano, Peña de los Enamorados), muy visitada por las mujeres que deseaban casarse.

## Historia y patrimonio histórico
El monte estuvo habitado desde el Paleolítico debido a  sus condiciones de habitabilidad favorables. Como ocurre con muchos otros montes en Galicia, su cumbre fue lugar de devoción celta desde tempos castrenses y galaicos. Hoy en día esta tradición se mantiene como una romería popular, que se celebra cada primero de mayo y al que acuden vecinos de las aldeas próximas, especialmente de Puenteareas y de San Lorenzo de Oliveira. En este lugar se encuentra la Capilla de la Santa Cruz, construida en el año 1907 y que destaca por su singular fachada ebrancada . De esta capilla parte un Vía crucis con cruces de los años 50. El viacrucis termina en la cumbre del cierro más bajo (358 m) con una cruz monumental (restaurada en 2012). Desde la cima hay buenas vistas de todo la comarca de O Condado y del valle del río Tea. Desde la cumbre más alta puede observarse el Castillo de Sobroso, situado en una de las faldas del monte. En la cumbre de otra colina situada al norte, 27 m. más alta que la anterior, se encontraba el castillo de la Picaraña, del que sólo quedan unos vestigios.
En el lugar donde se encuentra la Pena dos Namorados (Peña de los Enamorados en castellano) se han encontrado elementos paleolíticos y de la Edad del Hierro, como hachas. Además se conoce la existencia de un castro, que todavía no ha sido estudiado ni excavado. El castro sería posteriormente romanizado y parte de sus construcciones defensivas se aprovecharían para la construcción del castillo medieval.
En las faldas del propio monte se encuentran elementos culturales tan relevantes como el convento de San Diego de Canedo, el castro de Troña o, muy cercano, al conocido Castillo de Sobroso. 

### Castillo de la Picaraña

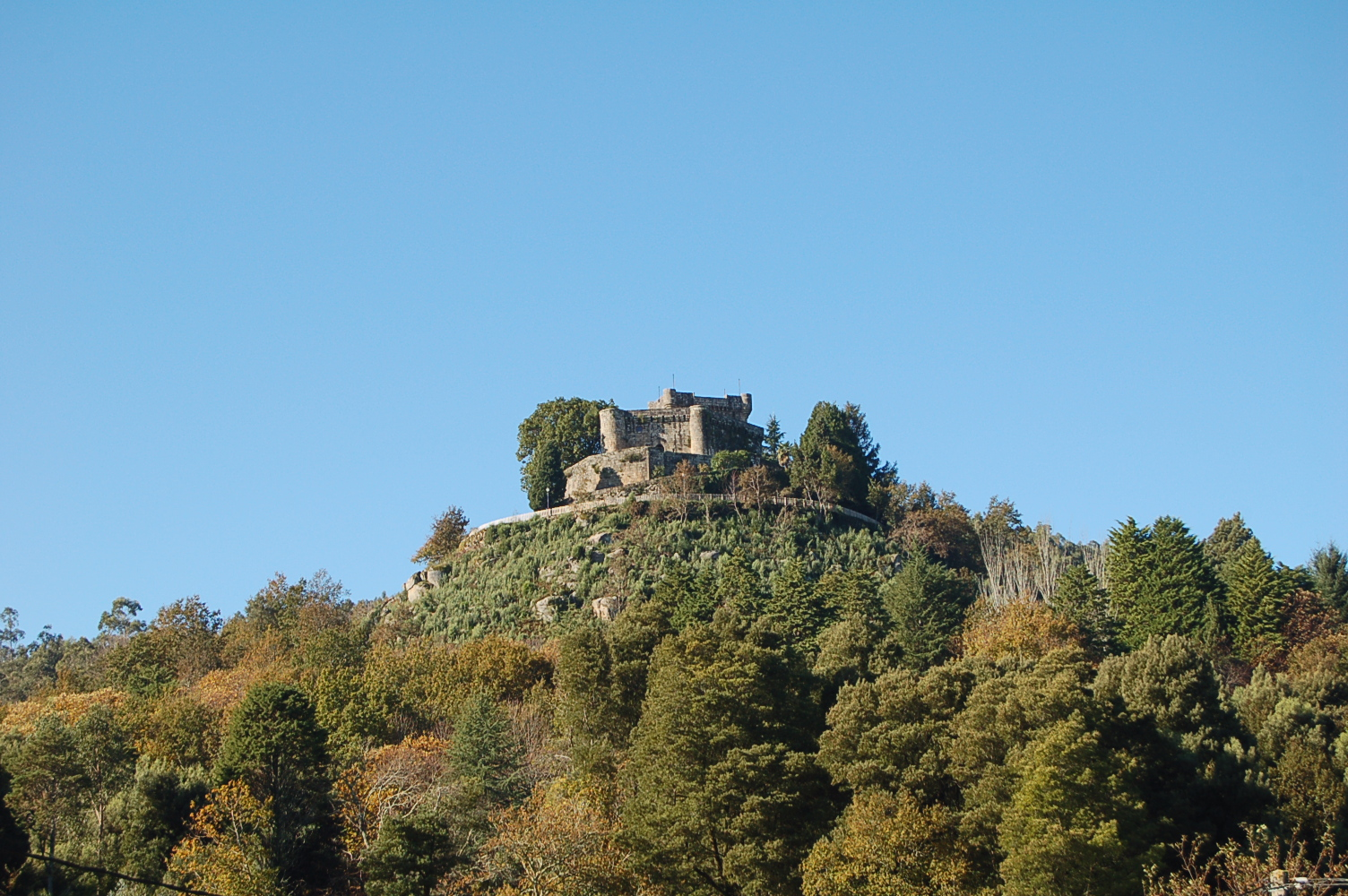
Vista del castillo de Sobroso, muy cerca del castillo de la Picaraña.

El castillo de A Picaraña fue una fortificación que existió por un breve período de tempo en la cumbre mayor del monte donde se encuentra el Penedo da Anduriña (Piedra de la Golondrina, en castellano). Seguramente existiese en este estratégico lugar una fortaleza del antiguo Reino de Galicia desde épocas altomedievales. En el siglo XV el fuerte sería reconstruido por Pedro Madruga, enemigo de los Sarmiento. Los textos de la época de Vasco da Ponte dicen:
Libertado o conde de Camiña da súa prisión de Benavente na primavera de 1478, torna aos seus soeares disposto a recuperar posesións e castelos perdidos durante a súa catividade...e ergueu ao pé de Sobroso, a Picaraña... (Gallego)
Liberado el conde de Camiña de su prisión de Benavente en la primavera de 1478, regresa a sus solares dispuesto a recuperar posesiones y castillos perdidos durante a su encierro...e irguió al pie de Sobroso, la Picaraña... (Castellano)
Se dice que desde el castillo, Pedro Madruga observaba muy de cerca al castillo enemigo de Sobroso, contando así para su defensa la presencia de 5.000 soldados y 1.000 caballeros. Con las Revueltas Irmandiñas el castillo de Sobroso fue derribado, pero Diego García Sarmiento reconstruye la fortaleza. Poco después Pedro Madruga la recupera para la casa de los Sotomayor pero por poco tiempo, pues con su encarcelamiento en Benavente (1477-1478) los Sarmiento volverán a ocupar el castillo de Sobroso. Finalmente no consiguió hacerse con Sobroso. Posiblemente el fuerte de la Picaraña fue una fortaleza discreta comparada con el Castillo de Sobroso y del también desaparecido y próximo Castillo de Cans, en Porriño.
Los Reyes Católicos, enemigos de Pedro Madruga y de los Irmandiños, fueron quienes en 1482 derribaron finalmente el fuerte junto con muchos otros castillos del Reino de Galicia, incluido el de Sobroso. Los textos de la época de Vasco da Ponte dicen:
Co coñecido decreto dos Reis Católicos, mandado executar polo seu gobernador en Galicia Fernando de Acuña en 1482, o castelo da Picaraña foi derrubado. (Gallego)
Con el conocido decreto de los Reyes Católicos, mandado ejecutar por su gobernador en Galicia Fernando de Acuña en 1482, el castillo de la Picaraña fue derruido. (Castellano)

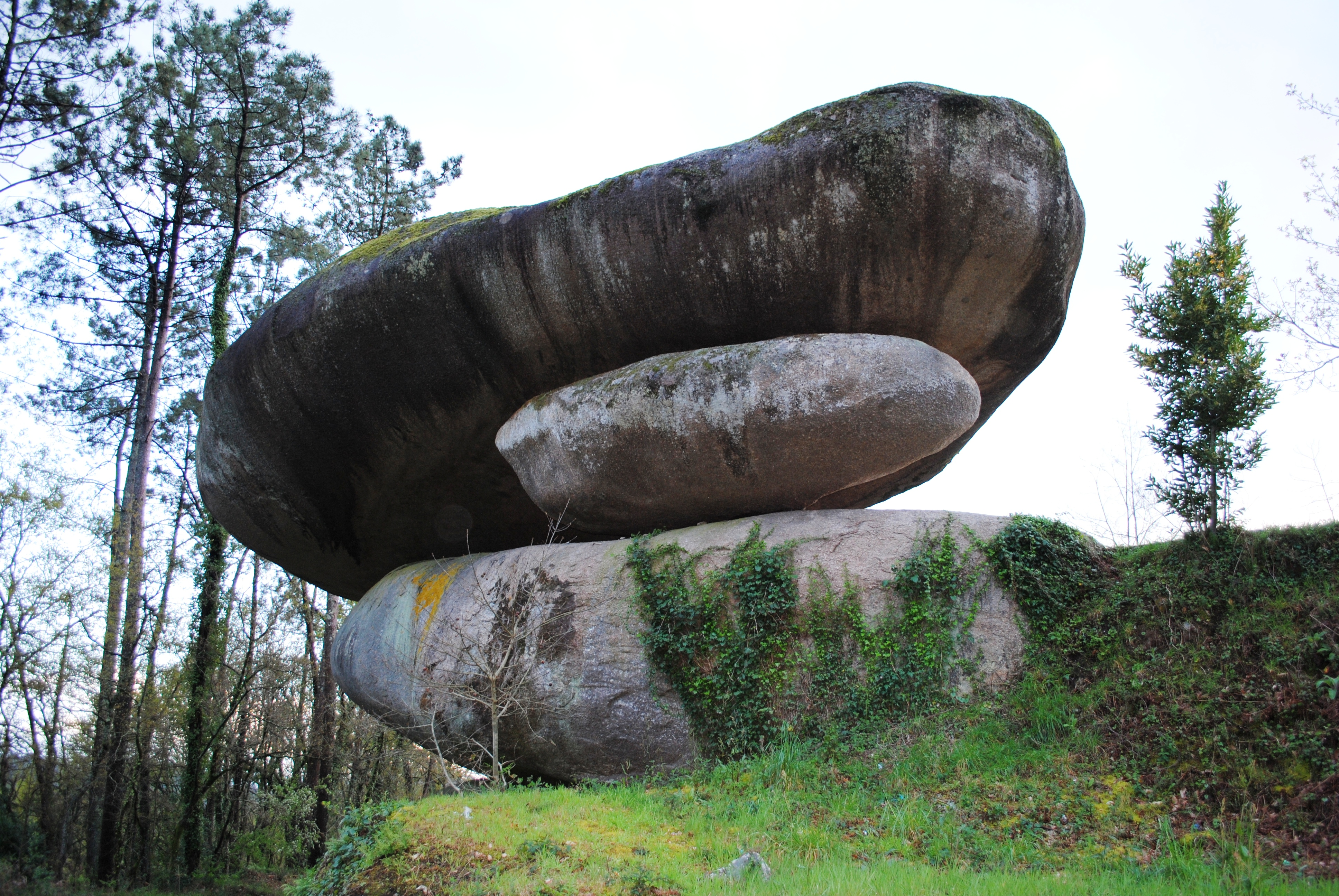
La Peña de los Enamorados.

Del castillo hoy en día solo quedan restos de sillares repartidos por las laderas, trozos de tejas y cerámica esparcidos por el lugar. El terreno fue en el pasado llaneado, lo que ha degradado mucho el sitio arqueológico. Destacan los restos de la muralla y de la torre de homenaje sobre el Penedo da Anduriña (Piedra de la golondrina, en castellano). Y es que los propios “penedos” del lugar formaban parte de los muros, aljibes, etc. En algunas de estas grandes rocas pueden apreciarse surcos de rebajos en la roca donde comenzaba la cantería como bases de los muros del castillo. Incluso existen unas escaleras labradas en la roca de acceso a la torre, donde aparecen marcas del anclaje de las puertas. En la parte baja hay restos de un patio de armas, que aún conserva una superficie escalonada y un acceso semipavimentado. Más abajo podrían estar las cortes de los caballos del castillo, y el acceso sería entre dos grandes rocas.

## Leyendas
La leyenda principal habla de la obsesión de Pedro Madruga por la vigilancia del castillo de Sobroso. Se dice que en la torre del homenaje del fuerte de la Picaraña instalaron una catapulta que asediaba el castillo del Sobroso. En las escaleras de acceso a la torre del homenaje, esculpidas en la roca, dice la leyenda que es lugar donde el caballo de un caballero cristiano se echó a volar cando huía de los mouros, y que hoy en día todavía se conservan las herraduras grabadas en los escalones de la roca.
Lo que no es tan seguro es la leyenda que habla de la existencia de un sistema de túneles y cuevas que comunicaban los dos castillos. La leyenda cuenta la historia de amor entre los herederos de ambos dos castillos, la hija del castellano de Sobroso con un joven gallego hidalgo de la Picaraña. El joven esperaba todas las noches la visita de la muchacha, que llegaba a la Picaraña con su doncella por los pasadizos subterráneos. Cierto día serían descubiertos por el padre de la chica, quien encierra al joven hidalgo de por vida en los calabozos del castillo de Sobroso.

## Galería de imágenes
|                                                |
| La cruz pétrea en una de las cubres del monte. |

|                       |
| "Penedo" en el monte. |

|                                            |
| Vista panorámica del Monte de la Picaraña. |

|                                                  |
| Vista del castillo de Sobroso desde la Picaraña. |

|                                   |
| Romería hacia la cruz monumental. |

|                           |
| Capilla de la Santa Cruz. |

|                                                |
| Vista de la Picaraña desde la cruz monumental. |